# Swanton (Ohio)
Swanton és una població dels Estats Units a l'estat d'Ohio. Segons el cens del 2000 tenia 3.307 habitants.

## Demografia
Segons el cens del 2000, Swanton tenia 3.307 habitants, 1.241 habitatges, i 903 famílies. La densitat de població era de 536,5 habitants/km².
Dels 1.241 habitatges en un 35,4% hi vivien nens de menys de 18 anys, en un 59,3% hi vivien parelles casades, en un 9,7% dones solteres, i en un 27,2% no eren unitats familiars. En el 23,9% dels habitatges hi vivien persones soles l'11,1% de les quals corresponia a persones de 65 anys o més que vivien soles. El nombre mitjà de persones vivint en cada habitatge era de 2,57 i el nombre mitjà de persones que vivien en cada família era de 3,05.
Per edats la població es repartia de la següent manera: un 26% tenia menys de 18 anys, un 7,3% entre 18 i 24, un 29% entre 25 i 44, un 22,8% de 45 a 60 i un 14,8% 65 anys o més.
L'edat mediana era de 37 anys. Per cada 100 dones de 18 o més anys hi havia 90,6 homes.
La renda mediana per habitatge era de 44.127 $ i la renda mediana per família de 55.313 $. Els homes tenien una renda mediana de 40.746 $ mentre que les dones 32.207 $. La renda per capita de la població era de 20.160 $. Aproximadament l'1,5% de les famílies i el 4,6% de la població estaven per davall del llindar de pobresa.

## Poblacions més properes
El següent diagrama mostra les poblacions més properes.